# K.V. Mini 1

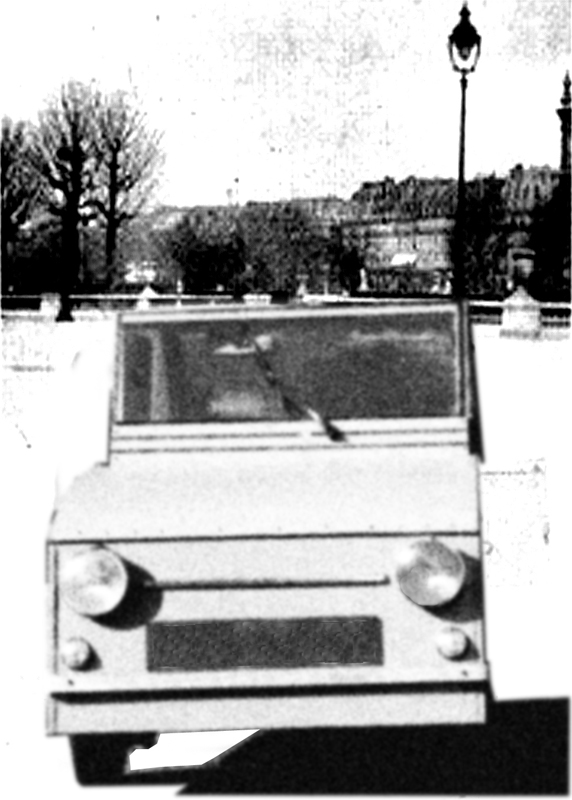
Vroege foto van een prototype, omstreeks 1965

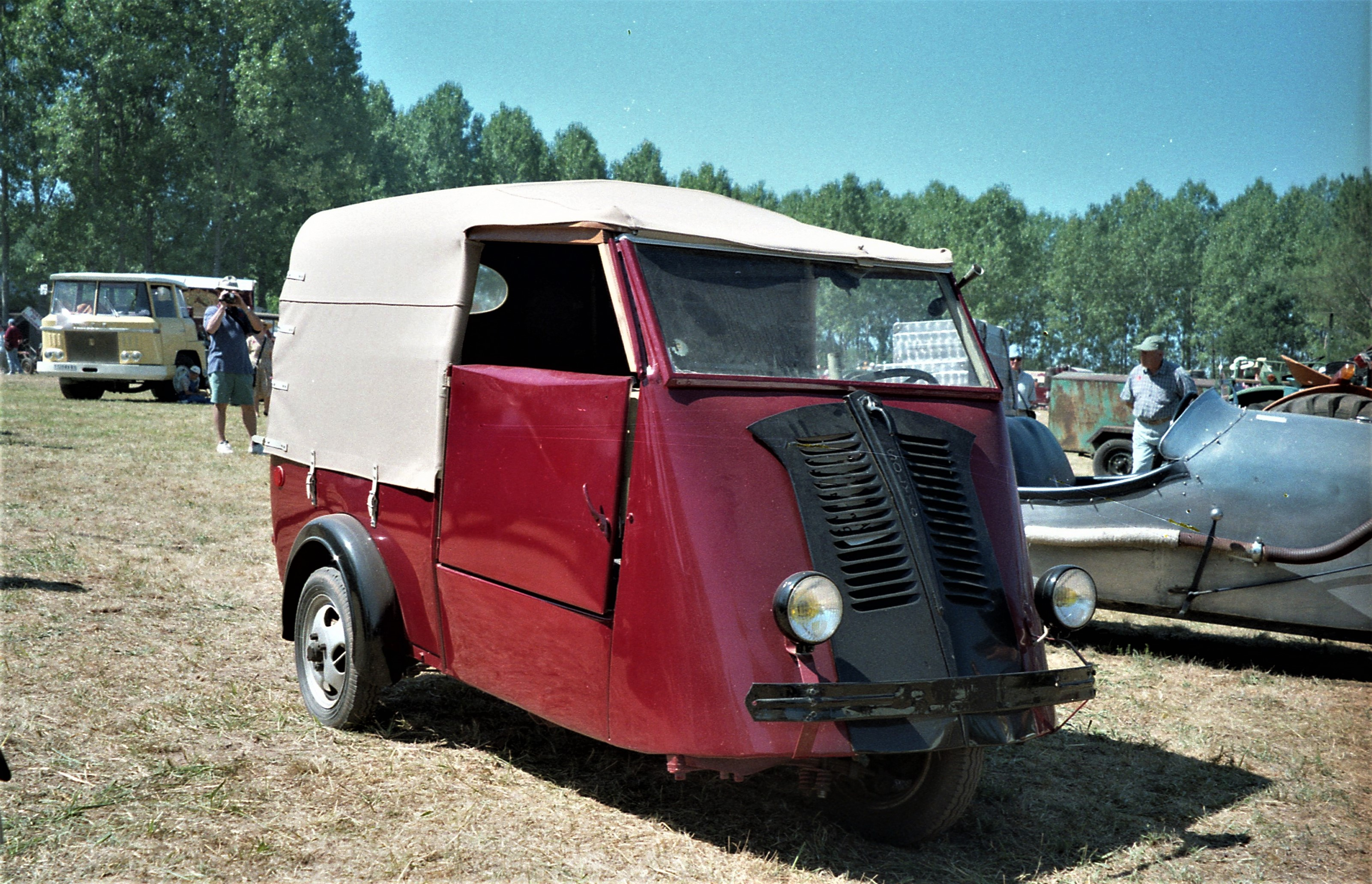
KV Solyto gefotografeerd in Frankrijk (Dordogne) in 1999

KV is een voormalig Frans merk van telecommunicatie-producten en dwergauto's.
De Société Anonyme de KV is een voormalig elektrotechnisch bedrijf in Chassieu, een voorstad van Lyon in Frankrijk.
KV was de fabrikant van telefoongerelateerde artikelen, maar was tevens actief op het gebied van de motortechniek. Zo werden er onderdelen geleverd voor de wel bekende New-Map motorfietsen en Rolux en Solyto dwergauto’s. In 1967 werd de auto-afdeling van New-Map samengevoegd onder de naam van KV, waarbij ontwerper en afdelingschef Joseph Spalek het roer in handen kreeg. De plaatwerkdivisie bleef tot 1978 zelfstandig.
De Solyto werd uitgevoerd met een Sachs of Ultima motor en Spalek ontwikkelde daarvoor een speciale automatische transmissie, die qua techniek dicht in de buurt komt van de in Nederland ontwikkelde Variomatic van Hub van Doorne.
Een andere nieuwe ontwikkeling was het inbouwen van een in de jaren 60 uiterst moderne C.D.I. elektronische ontsteking van het Spaanse merk Motoplat, waarmee het onderhoud voor de tweetakt motoren tot een minimum werd gereduceerd.

## Solyto
De eerder door New-Map ontwikkelde Solyto bestelauto werd door KV in 1971 omgedoopt tot TC-8. Het laatste exemplaar liep in februari 1974 van de band. 4000 exemplaren werden gebouwd.

## KV mini
Al in 1965 had Spalek, toen nog werkzaam bij New-Map het plan opgevat om samen met KV een kleine personenauto, of in Frankrijk “Voiturette” te gaan bouwen. Eigenhandig bouwde hij in 1966 een aantal houten proefexemplaren die zouden leiden tot wat uiteindelijk de KV mini 1 zou worden, die in 1970 op de markt kwam. De mini, die met een lengte van een kleine 3 meter en een breedte van één meter een klein duimpje was, werd gebouwd rond een stevig stalen buizenframe met bladveren en 10 inch wielen. Voor de aandrijving werd er gebruikgemaakt van de Sachs-motor met C.D.I. ontsteking in combinatie met de door Spalek ontworpen aandrijflijn. De voor- en achterasconstructie waren afkomstig van een andere Franse constructeur van dwergauto’s, M. Willam uit Levallois (Parijs).
De koets van de proefexemplaren was van hout, en werd op een vooroorlogse wijze met kunstleer overtrokken. Het project werd door KV te duur bevonden en uitgerangeerd.

## KV mini 1

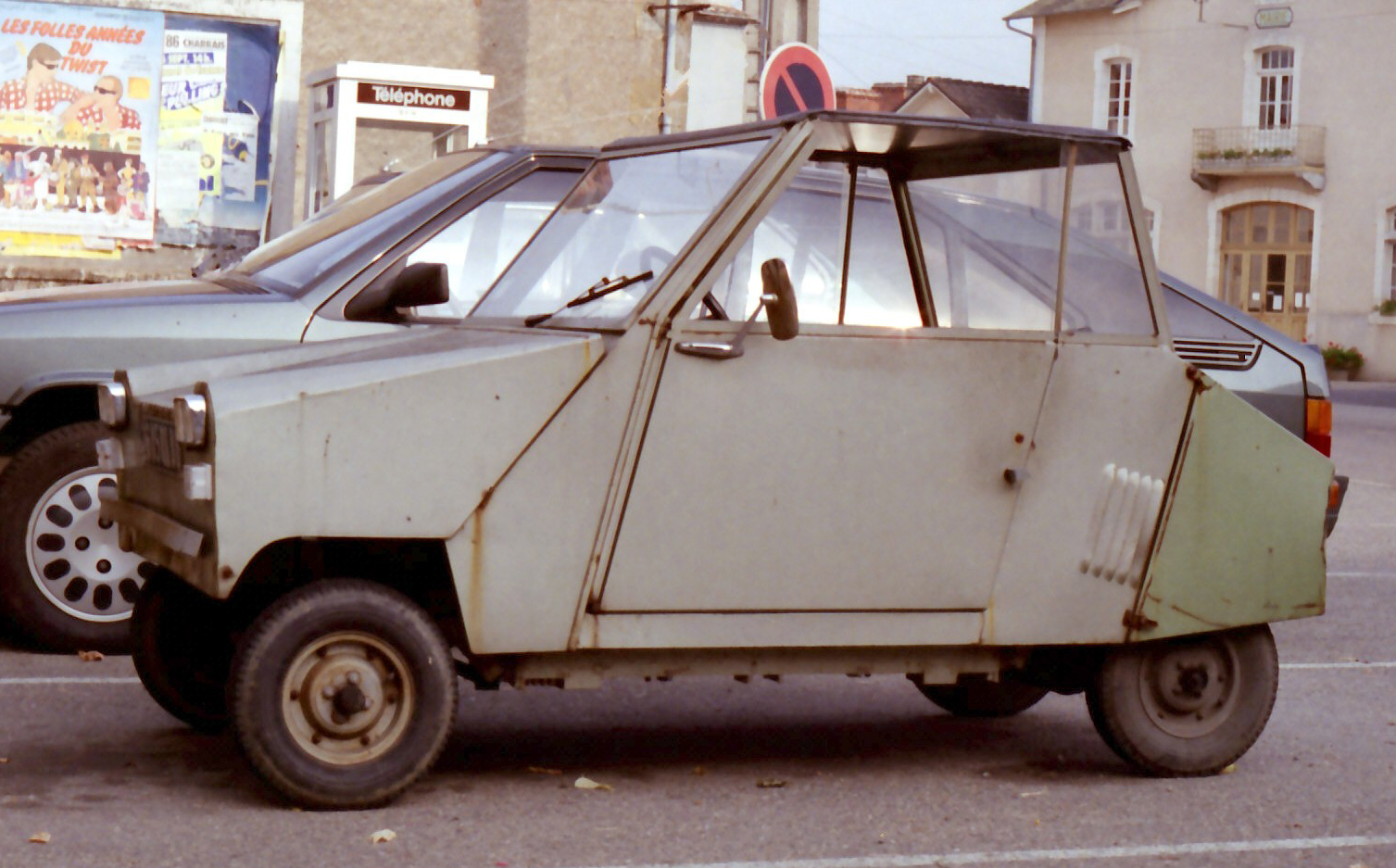
K.V. Mini 1

Ondanks de pech met de mini bleef Spalek aan de plannen werken en zo ontstond de KV mini 1. Omdat Spalek steeds meer te zeggen kreeg binnen het bedrijf en de vraag naar de Solyto afnam, werd besloten om alsnog een voiturette op de markt te brengen. Een sterk vereenvoudigde versie van de door Spalek ontworpen mini kwam op de markt. Ditmaal werd de constructie door de plaatwerkerij van staal gemaakt en de aandrijving versimpeld zodat het dure differentieel van Willam niet meer nodig was. Boven de achterwielen werden twee rollen geplaatst, die net als bij een solex door middel van tractie de wielen aandreef. De door Spalek ontwikkelde aandrijving door middel van een riem over poelies bleef wel in gebruik.
In 1974 begon KV een samenwerking met Daniel Manon, die op zijn beurt in 1976 de Arola ontwikkelde.

## KVS
In 1978 ging de eigenaar van New-Map met pensioen: Spalek zag zijn kans en nam het bedrijf over. KV werd nu KVS, waarbij de S in de naam uiteraard verwijst naar Spalek. Het hoofddoel werd nu het bouwen van de dwergauto. De KVS werd wederom als Mini 1 leverbaar, maar ook meer luxueuze versies als de 2, 2B en 2s werden leverbaar. De productie werd in 1989 gestopt omdat de concurrentie van meer luxueuze en goedkopere wagens dusdanig was, dat een dergelijk klein bedrijf het niet kon overleven.

## Bron
- Georgano, G.N. (Editor) (1982). Complete Encyclopedia of Motorcars. London: Ebury Press. ISBN 0-85223-234-9.